# ヤングスタジオ101
『ヤングスタジオ101』（ヤングスタジオいちまるいち、Young Studio 101）は、1986年4月20日から1988年3月27日までNHK総合テレビジョンで放送された若者向けの音楽番組である。

## 概要
12年間続いた人気番組『レッツゴーヤング』の後継番組として、毎週日曜 18:00 - 18:40（JST）に放送。
毎回数組のゲストが出演し、歌唱やライブを披露。他にMCとトークを展開するというものであった。
前番組とは異なり、NHKホールでの収録ではなく『ステージ101』以来12年ぶりにNHK CT-101スタジオでの収録を中心に構成。別撮りのVTRが差し込まれることも多かった。
MC（司会者）は1986年度は天宮良と小倉久寛、1987年度はMALTAが務めた。MALTAがMCを担当していた当時は人気女性アイドル（荻野目洋子、南野陽子、芳本美代子）が1ヶ月ごとに交代でアシスタントを担当。バックダンサーとして少年忍者（のちの忍者）や、現在は女優として活動中の松下由樹もダンサーとしてレギュラー出演していた。
1987年度は、奇数月の第3週に「リクエスト特集」と題した企画が放送された（1988年1月17日と同年3月13日での企画は「リクエストバンド特集」だった）。

### 番組の終了とその後
1988年3月27日に番組終了。放送回数94回。これを以て『ステージ101』終盤から15年続いた日曜18時台の若者向け音楽番組枠に幕が下ろされた。翌週4月3日より同枠は経済情報番組『NHK経済マガジン』に衣替えした。
NHKでの若者向け音楽番組枠は土曜夕方へ移動し新番組『ジャストポップアップ』を放送開始。深夜枠への移動などを経て、1991年3月まで放送された。
2011年にCS放送第一興商スターカラオケで、2014年には歌謡ポップスチャンネルで再放送された。
本番組終了から34年経った2022年4月から同じ総合テレビで『シブヤノオト』の後継番組で『Venue101』がスタートし、34年ぶりに「101」を冠する番組が生まれた。

## 出演者
MC
- 天宮良（1986年4月20日 - 1987年4月5日）
- 小倉久寛（1986年4月20日 - 1987年4月5日）[2]
- MALTA（1987年4月12日 - 1988年3月27日）

MALTA司会時代のアシスタント
- 荻野目洋子（1987年4月・7月・10月・1988年1月）
- 南野陽子（1987年5月・8月・11月・1988年2月）
- 芳本美代子（1987年6月・9月・12月・1988年3月）

演奏
- 高橋達也と東京ユニオン
- 三原綱木とザ・ニューブリード
- 東京放送管弦楽団

ダンス・踊り
- 松下由樹
- ヤングメイツ
- 少年忍者
- ダンシングキッズ

振付・ダンス指導
- 西条満（振付）
- 菊地ヒロユキ[注 3]（ダンス指導）[注 4]

## 関連商品
DVD-BOX
- 『中森明菜プレミアムBOXルーカス〜NHK紅白歌合戦＆レッツゴーヤングetc.』（2015年9月30日）
- 『河合奈保子プレミアムコレクション〜NHK紅白歌合戦＆レッツゴーヤングetc.〜』(2017年8月30日）
- 『HIDEKI NHK Collection 西城秀樹〜若さと情熱と感激と〜』(2017年8月30日）
- 『柏原芳恵 NHK プレミアムコレクション』(2022年11月2日）

BD-BOX
- チェッカーズ～40th Anniversary～NHKプレミアムBlu-ray BOX（2023年11月22日）